# Підводний центр обробки даних
Project Natick або підводний центр обробки даних — відокремлена герметична ємність з обладнанням, опущена у цистерні під воду у інертному середовищі. Концепт підводного датацентру виник як ідея у Microsoft із 2014 року, вже в 2018 році була опущена експериментальна цистерна під воду. Проект отримав назву Project Natick. Корпорація Майкрософт вважає, що підводні центри обробки даних надійні, практичні та стабільно використовують енергію.

## Підсумки експерименту
За попередніми підсумками експерименту виявився ряд переваг підводного розміщення серверів. За даними Microsoft біля 50 % людей живе у прибережній зоні. Розміщення серверів у прибережній зоні здає найменший час відгуку до сервера. Охолодження серверів можна здійснити набагато краще та ефективніше завдяки стиснутий газовій атмосфері — азоту який подають під великим тиском у замкнуту герметичну ємність, що містить сервери — таким чином виключається вплив кисню та пилу. Microsoft заявила, що рівень відмови обладнання склав 1/8 від такого ж рівня як у наземних дата центрах. Вода яка оточує цистерну є ефективним охолоджувачем, а азот під тиском є у декілька разів більше ефективним теплоносієм. Ще однією особливістю заявлена безпека розміщеного обладнання: подібний підхід розміщення не потребує охорони, штату охорони, та інфраструктури керування доступом людей до приміщення.